# Championnats du monde de cyclisme sur route 1953
Navigation
Luxembourg 1952 Solingen 1954
Les championnats du monde de cyclisme sur route 1953 ont eu lieu le 30 août 1953 à Lugano en Suisse.

## Résultats
| Épreuves :                          | Or                      | Or              | Argent                    | Argent       | Bronze                | Bronze       |
| Professionnels                      |                         |                 |                           |              |                       |              |
| Hommes - course en ligne            | Fausto Coppi Italie     | 7 h 05 min 51 s | Germain Derijcke Belgique | + 6 min 22 s | Stan Ockers Belgique  | + 7 min 33 s |
| Amateurs                            |                         |                 |                           |              |                       |              |
| Hommes - amateurs - course en ligne | Riccardo Filippi Italie | -               | Gastone Nencini Italie    | -            | Rik Van Looy Belgique | -            |

## Tableau des médailles
| Rang  | Nation   | Or | Argent | Bronze | Total |
| ----- | -------- | -- | ------ | ------ | ----- |
| 1     | Italie   | 2  | 1      | 0      | 3     |
| 2     | Belgique | 0  | 1      | 2      | 3     |
| Total | Total    | 2  | 2      | 2      | 6     |